# Mother Love Bone
Mother Love Bone (1988–1990) was een band uit Seattle. De band was een van de grondleggers van de grunge-stroming.

## Biografie
Mother Love Bone werd opgericht door gitarist Stone Gossard en bassist Jeff Ament, die beiden afkomstig waren uit het daarvoor opgeheven Green River en die beiden later ook Pearl Jam zouden oprichten. De band bestond verder uit zanger Andrew Wood (ex-Malfunkshun), gitarist Bruce Fairweather en drummer Greg Gilmore.
In 1989 bracht de groep de ep Shine uit. Enkele maanden voordat de opvolger Apple in 1990 uitkwam overleed zanger Wood aan een overdosis heroïne. Dit betekende het einde voor de groep.
Gossard en Ament gingen na Mother Love Bone aan de slag met het project Temple Of The Dog, een eerbetoon aan Andrew Wood, en later met hun nieuwe band Pearl Jam. Fairweather speelde vervolgens bij Love Battery en Gilmore legde het aan met verschillende bands waaronder Carrie Clark en Doghead. Door het succes van de andere Seattle-bands in het begin van de jaren negentig bracht platenmaatschappij Polygram de twee werken van Mother Love Bone samen op één schijfje opnieuw uit, onder de titel Mother Love Bone. Ook verscheen er een video onder de naam Love Bone Earth Affair.

## Discografie
1. Shine (ep, 1989)
2. Apple (1990)
3. Mother Love Bone (1992; re-issue van 1 en 2)
4. Love Bone Earth Affair (1992, videofilm)